# Gouvernement Leancă
République de Moldavie
Filat II Gaburici
Le gouvernement Leancă (en roumain : Guvernul Iurie Leancă) est le gouvernement de la République de Moldavie entre le 31 mai 2013 et le 18 février 2015, durant la huitième législature du Parlement.

## Coalition et historique

### Formation
Dirigé par le nouveau Premier ministre libéral-démocrate Iurie Leancă, anciennement ministre des Affaires étrangères, ce gouvernement est constitué et soutenu par la Coalition pour un gouvernement proeuropéen (CGPE), formée du Parti libéral-démocrate de Moldavie (PLDM), du Parti démocrate de Moldavie (PDM) et du Parti libéral-réformateur (PLR). Ensemble, ils disposent de 53 députés sur 101, soit 52,5 % des sièges du Parlement.
Il est formé à la suite du vote d'une motion de censure le 5 mars précédent.
Il succède donc au second gouvernement du libéral-démocrate Vlad Filat, constitué et soutenu par l'Alliance pour l'intégration européenne (AIE), formée par le PLDM, le PDM et le Parti libéral (PL).
Au moment du vote de défiance au gouvernement, le PDM et le PL se désolidarisent du PLDM. Le premier approuve en effet la motion de censure proposée par le Parti des communistes de la république de Moldavie (PCRM), tandis que le second ne participe même pas au vote. Cette position provoque une dissidence de huit députés qui forment le PRL.
Le 25 avril, le président de la République Nicolae Timofti nomme Leancă Premier ministre par intérim. Il lui confie le 15 mai suivant la mission de former le nouveau gouvernement. L'accord constituant la CPGE est signé le 30 mai. Le même jour Iurie Leancă présente son équipe ministérielle, son programme et obtient la confiance du Parlement par 58 voix pour. Le cabinet est assermenté le lendemain.

### Succession
Au cours des élections législatives du 30 novembre 2014, le Parti des socialistes de la république de Moldavie (PSRM), reconstitué par des cadres du PCRM, arrive en tête tandis que les trois partis de la CPGE perdent leur majorité absolue du fait de l'exclusion du Parti libéral-réformateur du Parlement. Conformément à la Constitution, le gouvernement démissionne à l'ouverture de la neuvième législature, le 10 décembre.
Le 28 janvier, Leancă est appelé à former un nouvel exécutif. Il échoue cependant au vote de confiance du 12 février avec à peine 42 voix pour, soit le seul cumul du PLDM et du PDM. Tandis que le chef du gouvernement renonce au pouvoir, le Parti libéral-démocrate négocie et obtient le soutien sans participation du PCRM et Vlad Filat, président du PLDM, choisit l'homme d'affaires indépendant Chiril Gaburici pour diriger le nouveau gouvernement, qui entre en fonction le 18 février.

## Composition
- Les nouveaux ministres sont indiqués en gras, ceux ayant changé d'attributions en italique.

| Portefeuille                                                                           | Nom | Nom                                                    | Parti |
| -------------------------------------------------------------------------------------- | --- | ------------------------------------------------------ | ----- |
| Premier ministre                                                                       |     | Iurie Leancă                                           | PLDM  |
| Vice-Première ministre Ministre des Affaires étrangères et de l'Intégration européenne |     | Natalia Gherman                                        | Sans  |
| Vice-Premier ministre Ministre de l'Économie                                           |     | Valeriu Lazăr (jusqu'au 03/07/2014) Andrian Candu      | PDM   |
| Vice-Premier ministre (Chargé de la Réintégration territoriale)                        |     | Eugen Carpov                                           | PLDM  |
| Vice-Première ministre (Chargée des Affaires sociales)                                 |     | Tatiana Potîng                                         | PLR   |
| Ministre des Finances                                                                  |     | Veaceslav Negruța (jusqu'au 14/08/2013) Anatol Arapu   | PLDM  |
| Ministre de la Justice                                                                 |     | Oleg Efrim                                             | PLDM  |
| Ministre de l'Intérieur                                                                |     | Dorin Recean                                           | PLDM  |
| Ministre de la Défense                                                                 |     | Vitalie Marinuța (jusqu'au 27/02/2014) Valeriu Troenco | PLR   |
| Ministre du Développement régional et des Travaux publics                              |     | Marcel Răducan                                         | PDM   |
| Ministre de l'Agriculture et de l'Industrie agro-alimentaire                           |     | Vasile Bumacov                                         | PLDM  |
| Ministre des Transports et des Infrastructures routières                               |     | Vasile Botnari                                         | PDM   |
| Ministre de l'Environnement                                                            |     | Gheorghe Șalaru (jusqu'au 06/06/2014) Valentina Țapiș  | PLR   |
| Ministre de l'Éducation                                                                |     | Mahia Sandu                                            | PLDM  |
| Ministre de la Culture                                                                 |     | Monica Babuc                                           | PDM   |
| Ministre du Travail, de la Protection sociale et de la Famille                         |     | Valentina Buliga                                       | PDM   |
| Ministre de la Santé                                                                   |     | Andrei Usaty                                           | PLDM  |
| Ministre de la Jeunesse et des Sports                                                  |     | Octavian Bodișteanu                                    | PLDM  |
| Ministre des Technologies de l'information et des Communications                       |     | Pavel Filip                                            | PDM   |